# 木内海美
木内 海美（きうち あみ、1994年8月16日 - ）は、日本の俳優。沖縄県石垣島出身。身長170cm、血液型はB型。芸能プロダクションえりオフィス所属。元レティクル東京座劇団員。

## 略歴
2018年5月に株式会社Claudiaに所属。
2019年8月にレティクル東京座に加入し、2021年12月の解散まで所属。
2022年6月に株式会社Claudiaを退所。
2023年1月に有限会社えりオフィスに所属。
舞台『僕のヒーローアカデミア The "Ultra" Stage』にてミッドナイト役として出演など、俳優として活動中。

## 人物
- 趣味は映画鑑賞、ゾンビ映画を見ること[1]。
- 特技は空手（松濤館流・琉球空手 経験13年）、殺陣（刀・槍・棒・剣・素手）、ダンス（フリージャンル 経験12年）、アクション、ピアノ、ギター、沖縄方言[1]。
- 千葉県のご当地ヒーロー”鳳神ヤツルギ”のTVシリーズ『鳳神ヤツルギ』では、2020年放送の『9』にて悪の組織の紅一点・ヴァイオレット役として出演[4]。2023年放送の『11』では”Ms.バブル”として、再び悪の組織の紅一点のキャラクターとして出演[5]。両役とも顔出しでの演技、怪人態でのアクションを自身で担当している[6][7]。

## 出演

### 舞台

#### 2015年
- ことのはbox『見よ、飛行機の高く飛べるを』（2015年6月）- 木暮婦美 役
- レティクル東京座 vol.7『幕末緞帳イコノクラッシュ！』（2015年9月）- 明孝天皇 役

#### 2016年
- 白鳥歌舞喜『おろち伝説2016～添えぬそれぞれの想い～』（2016年4月）- 風源 役
- AUBE GIRL'S STAGE『光射す場所へ歩く君たちへ』（2016年6月）- 金子 役
- LIPS*S『Knights -アーサー王と悲哀の花嫁-』（2016年9月）- ブラグウェン 役
- リーディングシアター『カサ・ノワール 黒い家にまつわる綺譚』（2016年8月）
- ハダカハレンチ旗揚げ公演『皆殺しねこパンチ』（2016年11月）- 春日野 役

#### 2017年
- レティクル東京座 L<ライト>エンタメ公演『アイドル♂怪盗レオノワール』（2017年2月）- ファントム･ノイン 役
- LIPS*S『水月鏡花 -竜馬夢双-』（2017年6月）- 乙女姉さん 役
- ハダカハレンチ 第2回本公演『インド象 首がもげる』（2017年8月）- さくら 役
- 第27班キャビネット公演vol.4「夜の外側」（2017年8月） - トヨダ 役
- レティクル東京座 N<ニュートラル>エンタメ公演『皇宮陰陽師アノハ』（2017年9月）- 五条シズク 役
- ハダカハレンチ「クラクション」（2017年12月） - マリナ 役

#### 2018年
- ミュージカル『旋律テロル』（2018年3月）- レイナ 役
- レティクル東京座『氷雨丸-常雨の青年遊郭-』 （2018年6月） - 久遠法師 役
- ヅカ★ガール 祝盃公演『馘切姫-クビキリヒメ-』（2018年7月） - シノノメ 役
- guizillen 10llen『センチメンタル・ジャーニーズ』（2018年11月）- セリカ 役
- くによし組 「サンタクロース（仮名）の死」（2018年12月）- ダリア 役

#### 2019年
- オフィス上の空プロデュース「幸福の黄色い放課後」（2019年1月）- 大島 役
- レティクル東京座『電脳演形キャステット』（2019年4月）- キャステット・ラビ 役
- レティクル東京座 劇団員公演『バァルエンドの月 -受胎告知- / -千年王國-』（2019年09月） - 隼弖ヨウ&線画1&ヨクシャン&ファントム・フィーア / 世久佐ハヤテ 役
- ILLUMINUS 女王ステシリーズ 第3部「純血の女王」（2019年12月）[8]- ロベルタ役

#### 2020年
- 「僕のヒーローアカデミア The “Ultra” Stage 本物の英雄（ヒーロー）」 （2020年3月）- オールラウンダー（アンサンブルキャスト）

#### 2021年
- レティクル東京座 N<ニュートラル>エンタメ公演『メノウと狐の大業雨』（2021年9月）- 鳴矢役 - 全公演を中止
- 『僕のヒーローアカデミア The “Ultra” Stage 本物の英雄（ヒーロー）』PLUS ULTRA ver. （2021年12月）- ミッドナイト 役

#### 2022年
- K-FARCE～プロデュース公演～『#スクワッド』（2022年2月）- 全公演を中止
- 『僕のヒーローアカデミア The “Ultra” Stage 平和の象徴』 （2022年4月）- オールラウンダー（アンサンブルキャスト）
- K-FARCE『星降る学校』（2022年6月）-梅下先生 役（Bチーム）
- 言葉のアリア Season3 ハルジオン第7回公演『間違いの喜劇』（2022年10月）-アンティフォラス 役

#### 2023年
- 『僕のヒーローアカデミア The “Ultra” Stage 最高のヒーロー』 （2023年4月）- ミッドナイト 役
- CONTE STAGE オムニバス二人芝居『ふたりよがり』：「無色透明ビニール」（2023年8月）- 女、刑事 役
- ヅカ★ガール 10周年公演『蛇姫花伝』剣チーム（2023年10月） - ナユタ 役[9]
- 『有頂天少女』(2023年11月) - フェルマー役

#### 2024年
- Daisy times produce『横浜キョンシーRENDEZ-VOUS(ランデブー)』（2024年5月） - 我孫子エン役
- イノセントギアカンパニー #02『贋作夜想曲』（2024年6月） - ジン 役
- W／ # ACTION『CAT and DOG』（2024年10月）- エージェント : マンダレイ 役
- ヅカ★ガール 輪廻公演『ヴァルハラ・ワルツ』氷チーム（2024年12月） - アイン 役

#### 2025年
- リントスル企画『エンシスの禁忌』（2025年6月） - ルベウス役
- 舞台『呪術廻戦』-懐玉・玉折-（2025年8月〈予定〉） - 九十九由基 / 庵歌姫 役[10]

### 映画
- 『劇場版 特撮Boyz Fight & Love』 - Ms. バブル（ミズ・バブル） 役[11]

### テレビ
- ザ!世界仰天ニュース（2019年1月、日本テレビ）- 再現VTR 仰天チェンジ コスプレイヤー  役
- 池上彰のニュースそうだったのか!!（2019年6月、テレビ朝日） - 再現VTRリポーター  役
- 痛快TV スカッとジャパン（2019年5月、フジテレビ） - 客  役
- NHK土曜ドラマサギデカ（2019年9月、NHK） - 第3話、キャバ嬢  役
- ザ!世界仰天ニュース 4時間SP（2020年1月、日本テレビ） - 女子大生、福岡店店員  役
- 鳳神ヤツルギ9 （2020年3〜4月、チバテレ）- レギュラー   ヴァイオレット/ヴァイオレット（怪人態）  役 [12]
- 鳳神ヤツルギ11 （2023年11月4日～12月23日、チバテレ）- レギュラー   Ms. バブル（ミズ・バブル）/Ms. バブル（ミズ・バブル）怪人態 役[13]
- 鳳神ヤツルギ11 新シリーズ（2025年冬＜予定＞、チバテレ）- レギュラー　Ms. バブル（ミズ・バブル） 役[14]

### その他
- 「ママトコ！」ガチャピン・ムック・ラフィちゃんのクリスマスイベントMC（2016年12月）
- 「環境戦隊ステレンジャー」ヒーローショーMC・出演 （2017年）
- 日本生命「happybirthday」篇 友人役、「Oh!amazing Japan!!」篇 TVCM（2016年9月）
- 「トラストウォーター」娘役（2016年）
- MOSAIC.WAV Re:1st LIVE『We Live AKIBA-POP!!』ツンデロイド役（2017年11月）アクター出演
- 『DEARSTAGE WEEK supported by japanぐる～ヴ』ツンデロイド役（2018年3月、BS朝日）アクター出演
- ショートフィルム「心実-しんじつ-」女性役（主演）（2025年6月）[15]
- PayPay公式アカウントショートドラマ「PayPayがあれば小銭を持ち歩かなくても大丈夫」　女性客役（主演）（2025年6月）[16]